# Muziekmozaïek
Muziekmozaïek was een radioprogramma van de AVRO, dat vanaf oktober 1962 tot zondag 27 juni 1999 door Willem Duys werd gepresenteerd.

## Geschiedenis
Muziekmozaïek was van oktober 1962 tot en met 24 november 1985 elke zondag van 8:30 tot 9:30 uur te beluisteren op de publieke radiozender Hilversum 1 en na de herprofilering, nieuwe indeling en herbenoeming van de publieke radiozenders vanaf zondag 1 december 1985 op Radio 2.
Vanaf 11 oktober 1965 t/m september 1982 was het programma ook op de zondagmorgen op de nationale publieke popzender Hilversum 3 te horenen werd gepresenteerd door Willem Duys. In de periode 1962-1970 opende het programma met de door Shirley Zwerus vertolkte tune "Bach bijvoorbeeld". De productie van het programma lag in handen van Gerrit den Braber (verslaggever) en Tonny Eyk (muzikaal leider).
Duys begon de uitzending altijd met: "Goedemorgen lieve luisteraars!". Veel middle of the roadnummers en easy listeningmuziek van o.a. Louis van Dijk, The Swingle Singers, Wim Sonneveld, Hildegard Knef, Gerard Cox, Orson Welles, Tony Bennett en Rogier van Otterloo en ook Franse chansons kwamen in het radioprogramma voorbij.
In 1998 traden Jetske van Staa, Audrey van der Jagt en Hans Schiffers als zijn vervangers op toen Duys werd getroffen door een herseninfarct. Duys vond dat zijn stem door het infarct dermate achteruit was gegaan, dat hij op 27 juni 1999 (allerlaatste uitzending) besloot te stoppen met het populaire programma.

### Televisie
Op 25 oktober 1974 kwam er ook een televisieversie van het programma.

## Trivia
André van Duin maakte in 1988 tijdens de uitreiking van Gouden Televizier-Ring Gala een persiflage op het programma. Hij praatte de hele act vol met zinsnede als "mijn grote vriend Rogier van Otterloo" en "mijn grote vriend Toots Tielemans".

## Opnamen
- 35 jaar Muziek Mozaiek (3 CD’s), samensteller: Willem Duys; Quintessence Records, QS 900.337-2, 1997